# Sinfonieorchester Yamagata

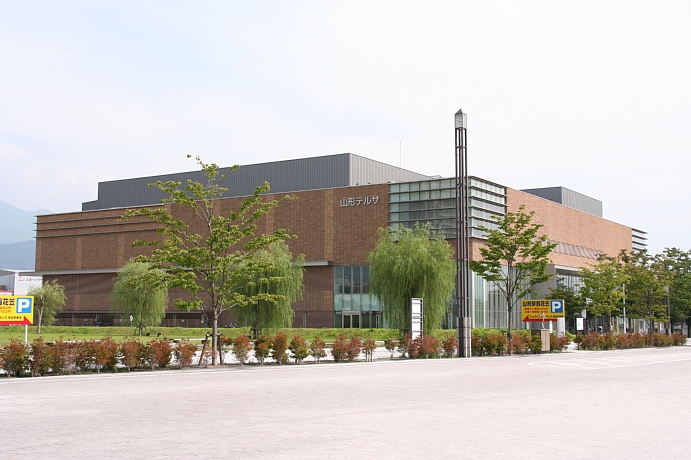
Terrsa-Konzerthalle Yamagata

Das Sinfonieorchester Yamagata  (jap. 公益財団法人 山形交響楽団, Kōeki Zaidan Hōjin Yamagata Kōkyō Gakudan, kurz: 山響, Yamakyō) ist ein professionelles japanisches Sinfonieorchester, das im Januar 1972 gegründet wurde.
Es hat seinen Hauptsitz in der Stadt Yamagata, Präfektur Yamagata und ist reguläres Mitglied der japanischen Orchester-Vereinigung. Musikalischer Direktor ist Norichika Iimori. Das Orchester gibt etwa 30 Auftrags- und 100 Schulkonzerte, vornehmlich in der Tōhoku-Region, wo es mit der Gründung auch das erste professionelle Orchester war. Daneben tritt das Orchester häufiger auch in Tokio auf. 1978 wurde es mit dem „Saitō-Mokichi-Kulturpreis“ (齋藤茂吉文化賞受賞) ausgezeichnet. 1979 wanderten rund ein Drittel der Musiker zum 1973 gegründeten Philharmonieorchester Sendai ab. Die bisher einzige Aufführung außerhalb Japans führte das Orchester 1991 zum Colorado Music Festival in Amerika. 2017 veröffentlichte das Orchester eine Gesamtaufnahme der Mozart-Sinfonien.

## Ehemalige Dirigenten des Orchesters
- Chiaki Murakawa (Gründer und erster musikalischer Leiter)
- 1980–1982 Akira Naitō
- 2000–2001 Hideomi Kuroiwa
- 2001–2012 Toshiyuki Kudō
- 2006 Norichika Iimori
- 2009–2013 Takeshi Ōi
- 2013 Hidemi Suzuki (Gastdirigent)
- 2013 Michał Dworzynsk (Gastdirigent)[3]